# يوكي كاجيورا
يوكي كاجيورا (梶浦由記 كاجيورا يوكي) هي موسيقية يابانية ولدت في 6 أغسطس 1965 في طوكيو.

## أعمالها في السينما اليابانية
- إخوة طوكيو (بالتعاون مع ياسونوري موري)
- آخيل و السلحفاة

## أعمالها في الدراما اليابانية
- هاناكو و آن

## أعمالها في الأنمي

### مسلسلات أنمي تلفزيونية
- EAT-MAN (بالتعاون مع EBBY و كازوتامي يونيدا)
- NOIR
- أكويريان إيج
- دوت هاك ساين
- MADLAX
- ماي هيمي
- تسوباسا كرونيكل
- إيفيمينتال جيليد
- ماي أوتومي
- إل كازادور
- باندورا هارتس
- الفتاة الساحرة مادوكا ماجيكا
- فيت/زيرو
- فيت/ستاي نايت Unlimited Blade Works (ضيفة تلحين)
- سورد آرت أونلاين
- سورد آرت أونلاين II
- سورد آرت أونلاين أليسيزيشن
- سورد آرت أونلاين أليسيزيشن War of the Underworld
- البلدة في غيابي
- برنسس برنسبل
- سيف قاتل الشياطين (بالتعاون مع غو شينا)
- سيف قاتل الشياطين: قطار اللانهاية (بالتعاون مع غو شينا)
- سيف قاتل الشياطين: القطاع الترفيهي (بالتعاون مع غو شينا)
- ملفات قضايا اللورد إل ميلوي الثاني
- سجل فانيتاس
- فينا: أميرة القراصنة

### أوفا أنمي
- تسوباسا طوكيو ريفيليشن
- تسوباسا شونرايكي
- ماي أوتومي Zwei
- لوحة كوزيت
- دوت هاك ليميناليتي
- كوبيكيري سايكل: الموهوبة الزرقاء ومسخر الهراء

### أفلام أنمي
- تسوباسا كرونيكل: أميرة بلد أقفاص الطيور
- كيماغوري أورينج رود
- سلسلة أفلام حدود الفراغ
  - حدود الفراغ: الفصل الأول "طلة على المنظر"
  - حدود الفراغ: الفصل الثاني "دراسة القتل (الجزء الأول)"
  - حدود الفراغ: الفصل الثالث "بقايا الألم"
  - حدود الفراغ: الفصل الرابع "كهف الدير"
  - حدود الفراغ: الفصل الخامس "لولب التناقض"
  - حدود الفراغ: الفصل السادس "تسجيل النسيان"
  - حدود الفراغ: الفصل السابع "دراسة القتل (الجزء الثاني)"
- حدود الفراغ: بشرى المستقبل
- قبضة نجم الشمال: أساطير المنقذون الحقيقيون
- سلسلة أفلام الفتاة الساحرة مادوكا ماجيكا
  - الفتاة الساحرة مادوكا ماجيكا: البداية
  - الفتاة الساحرة مادوكا ماجيكا: الأبدية
  - الفتاة الساحرة مادوكا ماجيكا: الثأر
- سورد آرت أونلاين ذا موفي: أوردينال سكيل
- فيلم سورد آرت أونلاين بروغريسيف: آريا الليلة الخالية من النجوم
- سلسلة أفلام فيت/ستاي نايت Heaven's Feel
  - فيت/ستاي نايت Heaven's Feel: الفصل الأول: presage flower
  - فيت/ستاي نايت Heaven's Feel: الفصل الثاني: lost butterfly
  - فيت/ستاي نايت Heaven's Feel: الفصل الثالث: spring song
- قاتل الشياطين الفيلم: قطار اللانهاية (بالتعاون مع غو شينا)

## أعمالها في ألعاب الفيديو
- دبل كاست
- بلود ذا لاست فامباير
- زينوساغا إيبيسود II: جينسايتس فون غوت أوند بيسي (بالتعاون مع شينجي هوسوي)
- زينوساغا إيبيسود III: أولسو سبراخ زاراثوسترا

## وصلات خارجية
- يوكي كاجيورا على موقع IMDb (الإنجليزية)
- يوكي كاجيورا على موقع ميتاكريتيك (الإنجليزية)
- يوكي كاجيورا على موقع روتن توميتوز (الإنجليزية)
- يوكي كاجيورا على موقع ميوزك برينز (الإنجليزية)
- يوكي كاجيورا على موقع أول ميوزيك (الإنجليزية)
- يوكي كاجيورا على موقع ديسكوغز (الإنجليزية)
- يوكي كاجيورا على موقع قاعدة بيانات الفيلم (الإنجليزية)
- يوكي كاجيورا على موقع كينوبويسك (الروسية)
- يوكي كاجيورا على موقع ANN person (الإنجليزية)